# クレマンティーヌ＝エレーヌ・デュフォー
クレマンティーヌ＝エレーヌ・デュフォー（Clémentine-Hélène Dufau、1869年8月18日 - 1937年3月18日）はフランスの画家である。

## 略歴
ジロンド県のカンサック(Quinsac) で生まれた。1888年に美術を学ぶために両親とパリに移った。アカデミー・ジュリアンでウィリアム・アドルフ・ブグローやトニ・ロベール＝フルーリー、ガブリエル・フェリエールに学んだ。1893年にサロン・ド・パリに初めて出展し、その後も出展を続け、フランス芸術家協会の会員になった。1898年に奨学金を獲得し、スペインで修行し、写実主義、印象派のスタイルから、より装飾的なスタイルに変わった。1900年のパリ万国博覧会では記念絵葉書をデザインした。1903年に創立されたサロン・ドートンヌには創立メンバーとして参加した。
J・H・ロニーのSF小説や、シャルル・ドゥレンヌ、ピエルー・ヴァルダーニュの著書の挿絵を描き、フェミニスト新聞、「ラ・フロンド」の挿絵も描いた。1909年にレジオンドヌール勲章（シュバリエ）を受勲した。パリ、ソルボンヌの建物の装飾画を描いた。
1920年に南フランスのアンティーブに移った。癌でパリで没した。

## 作品

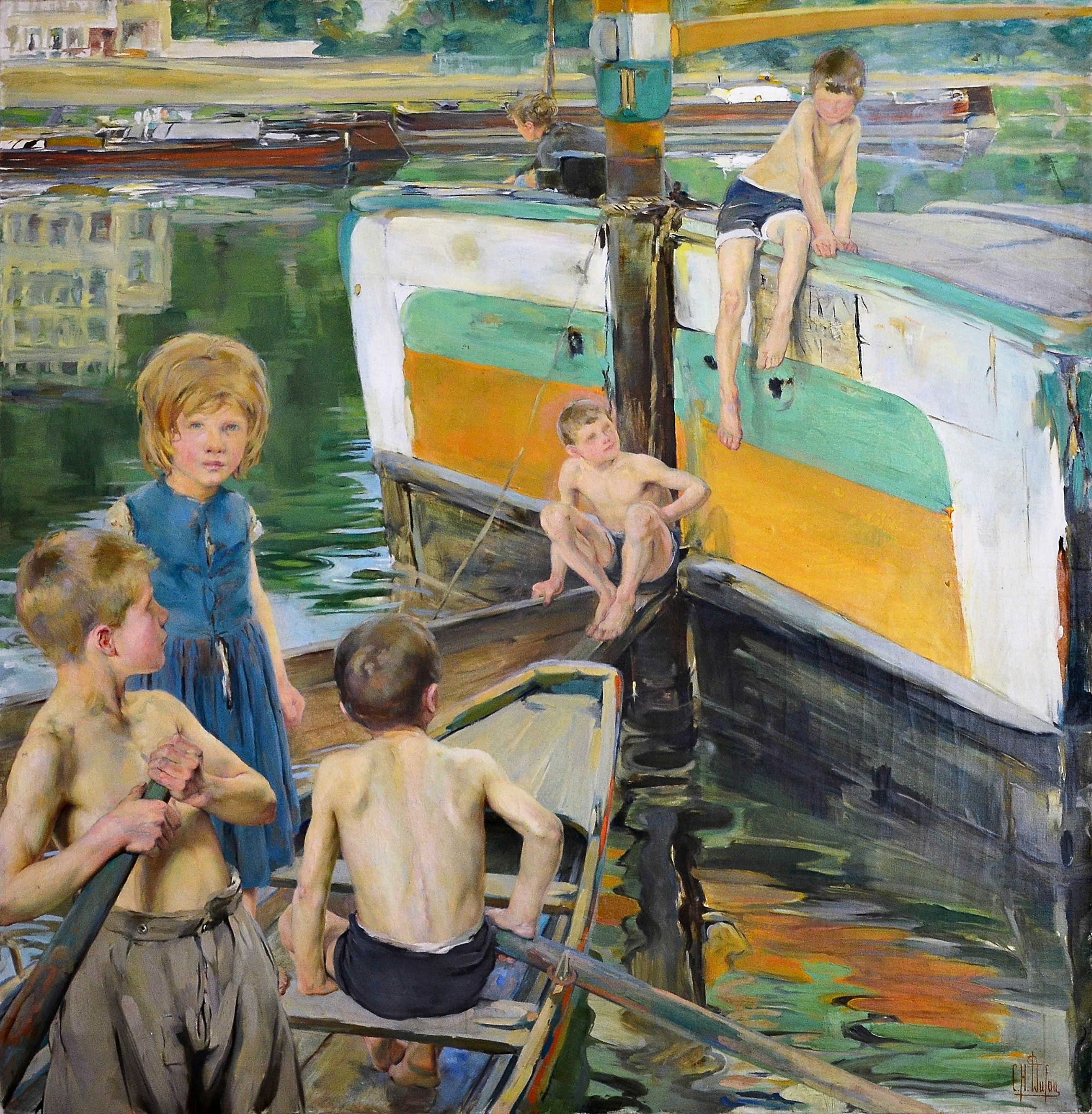
はしけの子供 (1898)
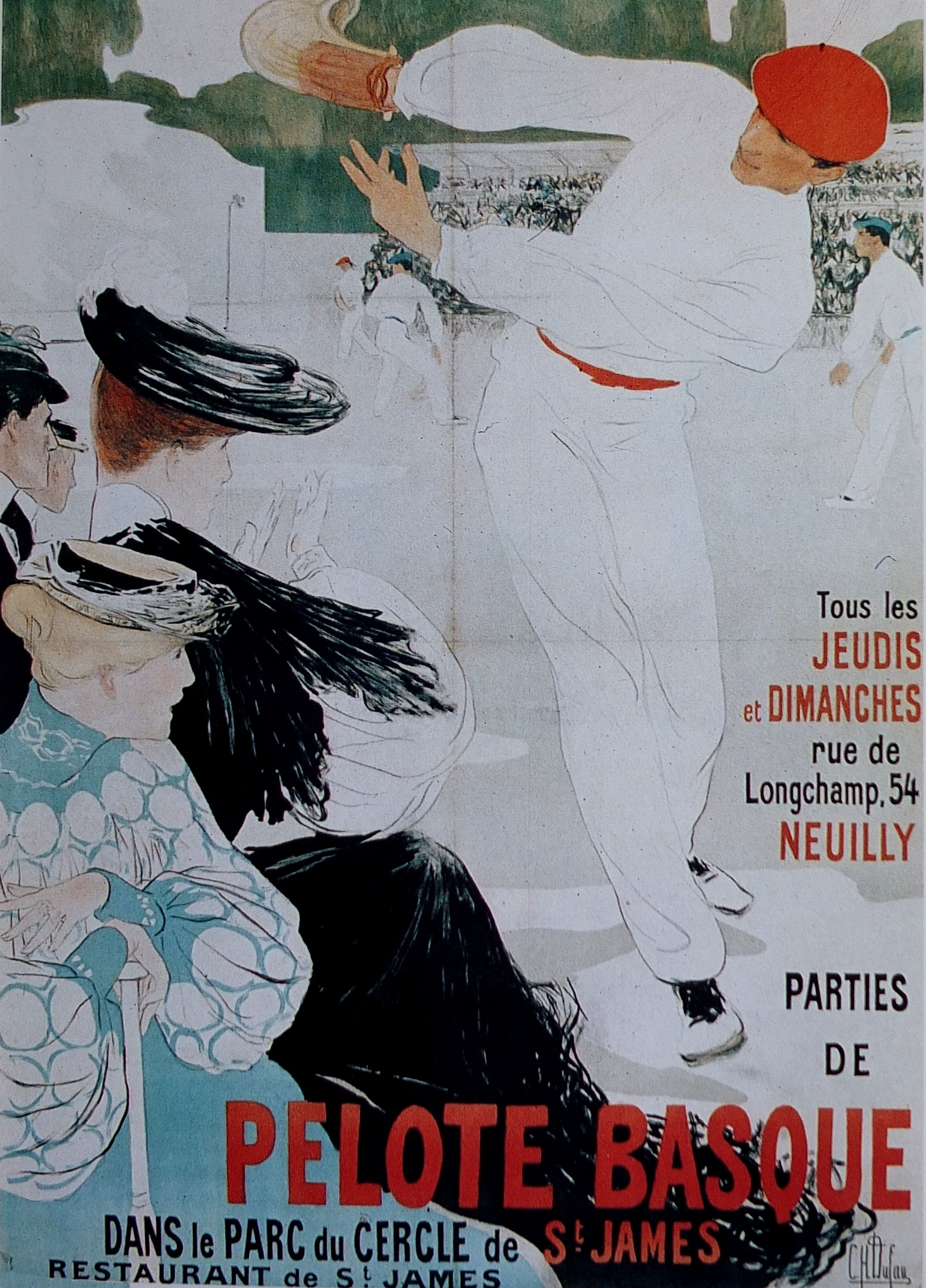
ポスター (1903)
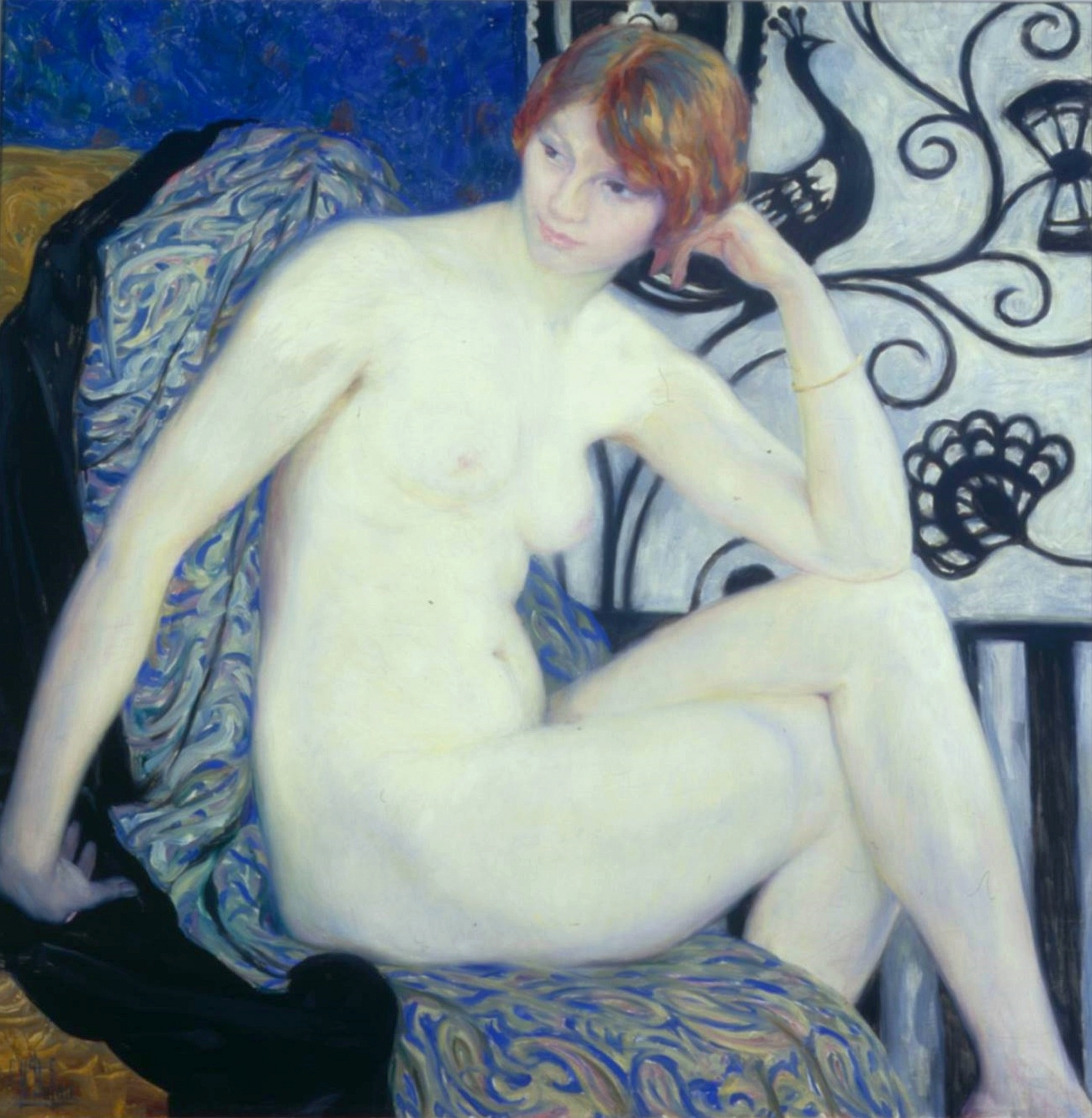
"Vision intime" (c.1913)
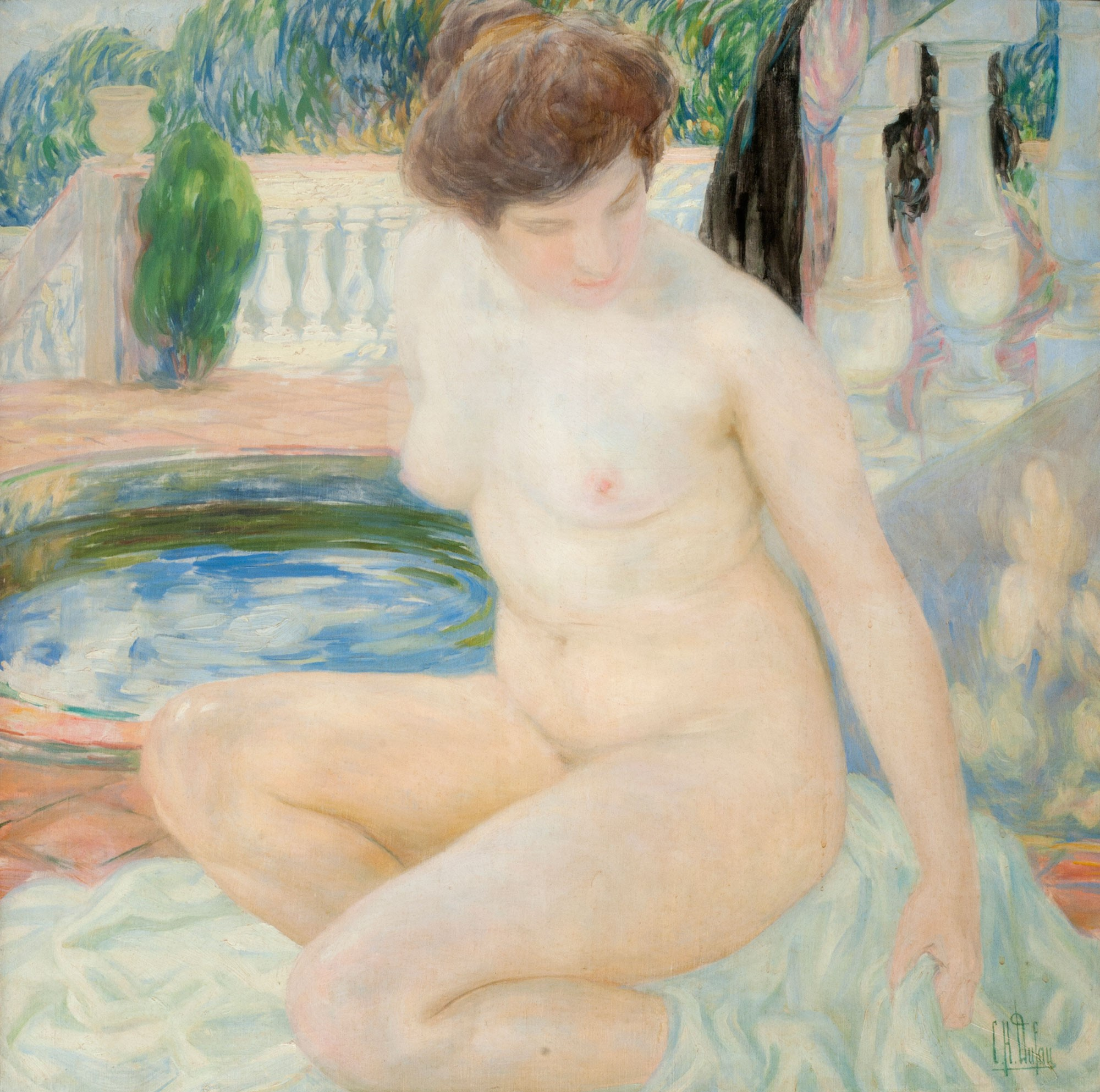
浴室